# Elvis és Nixon
Az Elvis és Nixon (eredeti cím: Elvis & Nixon) 2016-os amerikai dráma–filmvígjáték, amelyet Joey Sagal, Hanala Sagal és Cary Elwes forgatókönyvből Liza Johnson rendezett. A főbb szerepekben Michael Shannon mint Elvis Presley énekes és Kevin Spacey mint Richard Nixon elnök. A további szerepeket Alex Pettyfer, Johnny Knoxville, Colin Hanks és Evan Peters alakítja.
A filmet 2016. április 22-én mutatta be az Amazon Studios és a Bleecker Street. Magyarországon 2016. szeptember 9-én jelent meg.

## Cselekmény
1970 decemberének egyik reggelén Elvis Presley legjobb barátjával, Jerryvel megjelenik a Fehér Ház előtt, és találkozót követel Richard Nixon amerikai elnökkel. Presley Amerika problémái mellett akar elköteleződni, és támogatni akarja az elnököt a drogok és a fiatalok elhanyagolása elleni küzdelemben. Cserébe az FBI különleges szövetségi ügynökévé akarja kineveztetni magát J. Edgar Hoover irányítása alatt. Nixon kezdetben elutasítja, de mivel egyik lánya Presley autogramját szeretné, a találkozó mégis létrejön. Amikor Elvis Presley barátaival megérkezik a Fehér Házba, a kabátja alatt pisztolyt visel, ami zavart okoz az őt átkutató biztonsági szolgálatnál, ezért kénytelen leadni fegyverét. Presley egy szépen becsomagolt ajándékot is hoz Nixon amerikai elnöknek; egy történelmi pisztolyt a második világháborúból, az 1940-es évek elejéről, amikor Nixon még az amerikai hadseregben szolgált. Ezt a pisztolyt is elkobozza a megrettent biztonsági szolgálat.
A kezdeti bizalmatlanság után, amellyel Nixon elnök fogadja az ünnepelt Rock and roll sztárt, aki az Ovális Irodában megeszi az elnöknek szánt M&M's-t, és megissza az üveg Dr Peppert, a két egyenlőtlen ember között fokozatosan megtörik a jég. Később Presley még néhány karate gyakorlatot is bemutat az elnöknek. Presley kitartó érvelésével sikerül meggyőznie az államfőt arról, hogy a rocksztár segítségével, aki modern rock and roll zenéje révén könnyedén eléri a tinédzser korosztályt, pozitív hatással lehet a fiatalok erkölcsére, például a kábítószer-bűnözés elleni küzdelemben, és új szavazatokat nyerhet ebben a társadalmi rétegben. Ezzel összefüggésben Presley a negatív külföldi hatások példájaként becsmérli az általa titokban nagyra becsült angol The Beatles-t. Végül Elvis Presley megkapta a közjó érdekében kívánt állami foglalkoztatást. Richard Nixon el van ragadtatva a pisztolytól, amelyet Presley ajándékba adott neki.

## Szereplők
| Szerep             | Színész          | Magyar hang      |
| ------------------ | ---------------- | ---------------- |
| Elvis Presley      | Michael Shannon  | Rába Roland      |
| Richard Nixon      | Kevin Spacey     | Epres Attila     |
| Jerry Schilling    | Alex Pettyfer    | Miller Zoltán    |
| Sonny West         | Johnny Knoxville | Czvetkó Sándor   |
| Bud Krogh          | Colin Hanks      | Seder Gábor      |
| Dwight Chapin      | Evan Peters      | Gacsal Ádám      |
| H. R. Haldeman     | Tate Donovan     | Galbenisz Tomasz |
| Charlotte          | Sky Ferreira     | Sallai Nóra      |
| John Finlator      | Tracy Letts      | Barbinek Péter   |
| Mary Anne Peterson | Ahna O’Reilly    |                  |
| Margaret           | Ashley Benson    | Czető Zsanett    |
| Diane              | Dylan Penn       |                  |
| Joe King           | Joey Sagal       |                  |
| Rose Mary Woods    | Geraldine Singer |                  |
| Chapin titkárnője  | Hanala Sagal     |                  |
| Stewardess         | Poppy Delevingne |                  |

## A film készítése
2014. november 5-én jelentették be, hogy Kevin Spacey és Michael Shannon leszerződött Richard Nixon és Elvis Presley eljátszására az Elvis és Nixon című játékfilmben, amelyet Joey Sagal, Hanala Sagal és Cary Elwes írt a páros 1970-es híres találkozójáról a Fehér Házban. November 11-én a Sony Pictures Worldwide Acquisitions forgalmazta a filmet. 2015. január 16-án öt színész csatlakozott a szereplőgárdához, többek között Colin Hanks, Johnny Knoxville, Alex Pettyfer, Tracy Letts és Sky Ferreira. Február 4-én további négy szereplővel bővült a stáb: Ashley Benson, Tate Donovan, Poppy Delevingne és Dylan Penn.
A forgatás 2015. január 12-én kezdődött a louisianai New Orleansban. A forgatásra a louisianai Shreveportban és a kaliforniai Los Angelesben is sor került.

## Bemutató
2014. november 11-én bejelentették, hogy a Sony Pictures Worldwide Acquisitions megszerezte a forgalmazási jogok nagyobb részét az Egyesült Államokon kívül, más területek pedig olyan cégek kezébe kerültek, mint az Entertainment One (Ausztrália és Egyesült Királyság). A filmet a 2016-os Tribeca Filmfesztiválon mutatták be 2016 márciusában. 2016. április 22-én mutatták be az Egyesült Államokban, 22 évvel Nixon halálának napja előtt. 2016. április 29-én mutatták be az Egyesült Királyságban.